# Bernhard Eunom Philippi
Bernhard Eunom Philippi Krumwiede, conocido en Chile como Bernardo Philippi (Charlottenburg, Berlín, Prusia, 19 de septiembre de 1811-sur de Chile, octubre de 1852) fue un agente de la colonización alemana en Chile, particularmente en la zona del lago Llanquihue y gobernador de Magallanes.

## Biografía
Hijo de Johannes Wilhelm Eberhard Philippi y de María Ana Krumwiede, se trasladó en 1818 a Suiza junto con su familia; allí ingresó, al igual que su hermano Rodulfo, en el colegio de Johann Heinrich Pestalozzi. Estudió ciencias naturales e idiomas y continuó su enseñanza en la Escuela Técnica de Berlín (1822-1830); hizo asimismo cursos de náutica gracias a una beca en el puerto de Dánzig (1831-1835).
Viajó a Chile por primera vez en 1831 como investigador por encargo del Museo de Berlín; y por segunda en 1837 investigador. Visitó Perú y el norte de Chile.
En 1840 postuló al cargo de investigación práctica (Naturaliensammler) en el Museo Zoológico (Berlín), definiéndose a sí mismo de la siguiente manera: "De contextura robusta, recio, navegante, conocedor de los idiomas de todos los países marítimos y acostumbrado a tratar con los habitantes costeños de todas las latitudes, ha superado ya muchas de las dificultades ante las cuales otros tan a menudo fracasan."
Volvió a Chile definitivamente en 1838 y desde Ancud se dedicó a explorar la zona sur del país. Allí se relacionó con las autoridades civiles y desempeñó un importante papel en la colonización alemana en la zona del lago Llanquihue junto con Vicente Pérez Rosales. 

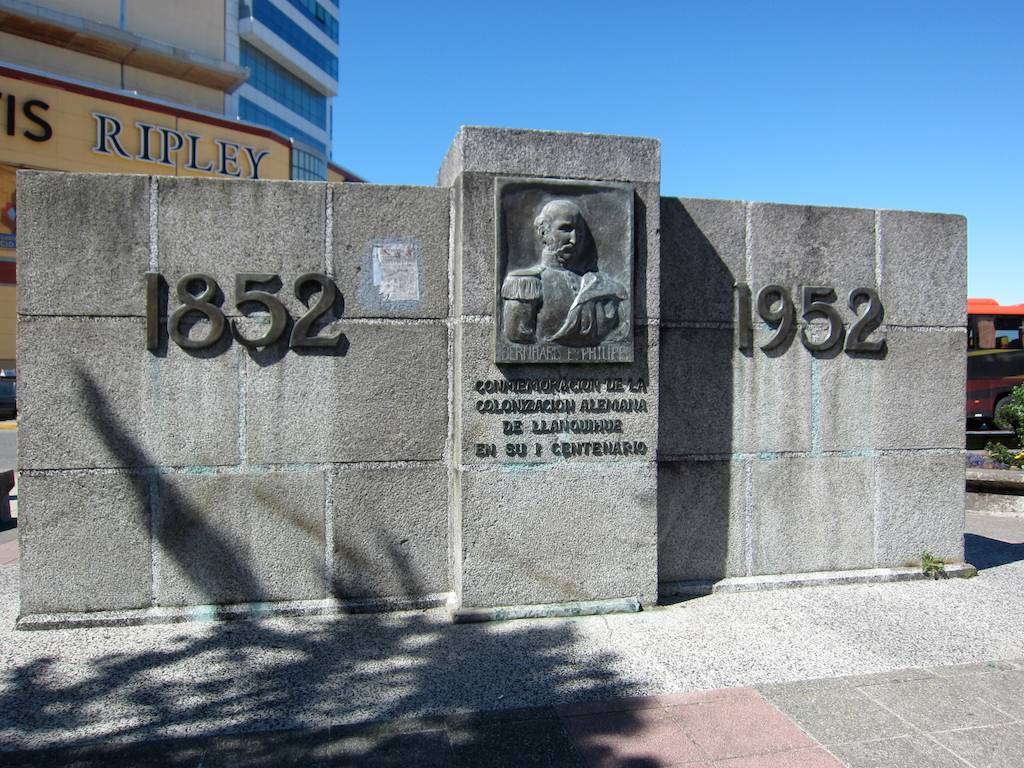
Relieve de Philippi en Puerto Montt

En 1843 estuvo presente en la toma de posesión del estrecho de Magallanes en la expedición a cargo de Juan Williams Wilson. 
El 27 de agosto de 1848, el gobierno de Chile lo nombró agente de colonización, por lo que se trasladó a Europa con instrucciones de contratar los colonos. Regresó en 1852 y fue designado gobernador de Magallanes. Murió en octubre de ese año asesinado por indígenas tehuelches en un asalto en las cercanías de Punta Arenas, al intentar resolver un conflicto local por la vía pacífica y diplomática, sin embargo, las razones de su asesinato no fueron esclarecidas por las autoridades de la época, como tampoco fueron condenados los autores del crimen.
Una de las avenidas principales de Frutillar así como un parque en Puerto Varas llevan su nombre y en varias otras ciudades hay calles bautizadas en su honor, así como esculturas dedicadas a su memoria.